# 니콜라에 차우셰스쿠
니콜라에 차우셰스쿠(루마니아어: Nicolae Ceauşescu 니콜라에 체아우셰스쿠[*], 루마니아어 발음: [nikoˈla.e t͡ʃe̯awˈʃesku] ( 듣기), 문화어: 니꼴라에 챠우쉐스꾸, 1918년 1월 26일~1989년 12월 25일)는 루마니아의 정치인이다. 1965년부터 1989년 처형될 때까지 루마니아 공산당 총서기를 지낸 공산주의 루마니아의 두 번째이자 마지막 지도자이다. 1967년부터 1989년까지 국가원수를 지냈으며, 1967년부터 국가평의회 의장을, 1974년부터는 초대 루마니아 대통령을 역임했다. 그는 1989년 동유럽에서 일어난 반공주의 봉기 중 하나인 루마니아 혁명으로 정권이 무너지자 1989년 12월 25일 그의 아내 엘레나 차우셰스쿠와 함께 군인에게 체포되어 처형당했다.

## 초기 활동

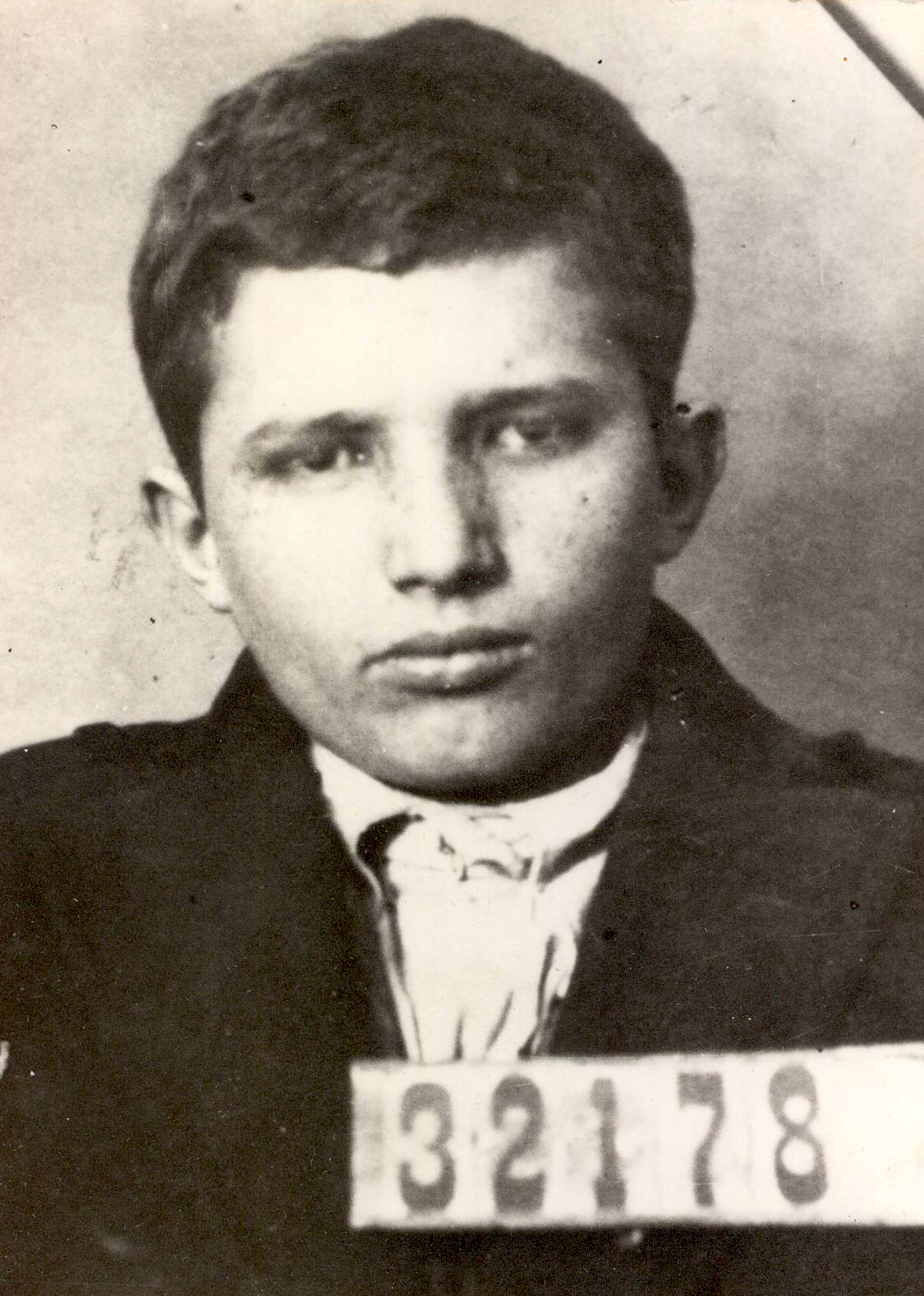
젊은 시절 공산주의 운동으로 체포된 차우셰스쿠

루마니아 왕국 남부 스코르니체슈티에서 부농 안드루처 차우셰스쿠(루마니아어: Andruță Ceaușescu, 1886년~1969년)의 아들(빈민농가 출신이라는 견해도 있음)로 태어난 차우셰스쿠는 11세에 부쿠레슈티로 이주하여 구두 수선공의 견습생이 되었다. 1932년 당시 불법 정당이었던 루마니아 공산당에 가입하여 지역 당서기를 역임하는 활약하였으며 위험한 공산주의 선동가로 낙인찍혔다. 이로 인해 그는 1936년부터 1938년까지 감옥 생활을 해야만 했다. 출소 이후 그는 1939년에 섬유 공장 노동자 출신인 엘레나 페트레스쿠를 만났으며 1946년에 결혼한다.
1940년 다시 투옥된 차우셰스쿠는 1943년 트르구지우(Târgu Jiu) 강제수용소로 옮겨 수감되었고 철도원 출신 공산주의 운동가인 게오르게 게오르기우데지(Gheorghe Gheorghiu-Dej, 1901년-1965년)와 같은 감방을 쓰게 되어 그의 심복이 되었다. 게오르기우데지가 죽은 이후 그는 대통령 신분으로 정권을 차지했으며 1945년 제2차 세계 대전이 끝난 이후 루마니아가 소비에트 연방의 간섭권에 들어갈 때 그는 1944년부터 1945년까지 공산청년연합 서기관을 지냈다.
1947년 루마니아 공산당이 권력을 차지한 데 이어서 1949년 공산주의 국가인 루마니아 인민 공화국이 수립되자 차우셰스쿠는 자신의 정적들을 제거하고 권력을 잡은 게오르게 게오르기우데지의 스탈린주의 정권하에서 여러 요직을 맡았다. 하지만 차우셰스쿠가 자신의 정적을 제거했다는 사실은 루마니아 정부의 언론 통제로 외부 세계에 알려지지 않았다. 그는 나중에 루마니아 공산당에서 서열 2위에 오르게 된다.

## 루마니아의 지도자 경력

레오니트 브레즈네프와 함께 한 니콜라에 차우셰스쿠

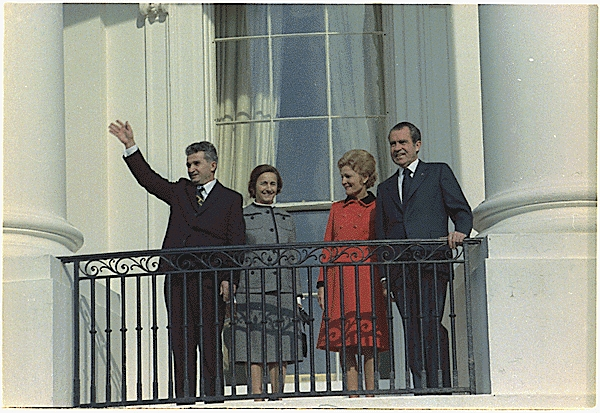
닉슨과 함께한 차우셰스쿠

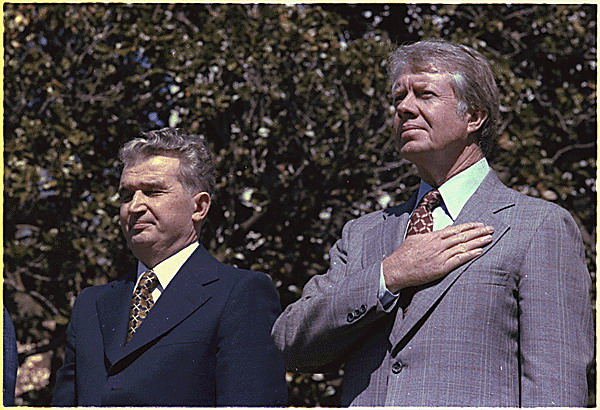
지미 카터와 함께한 차우셰스쿠

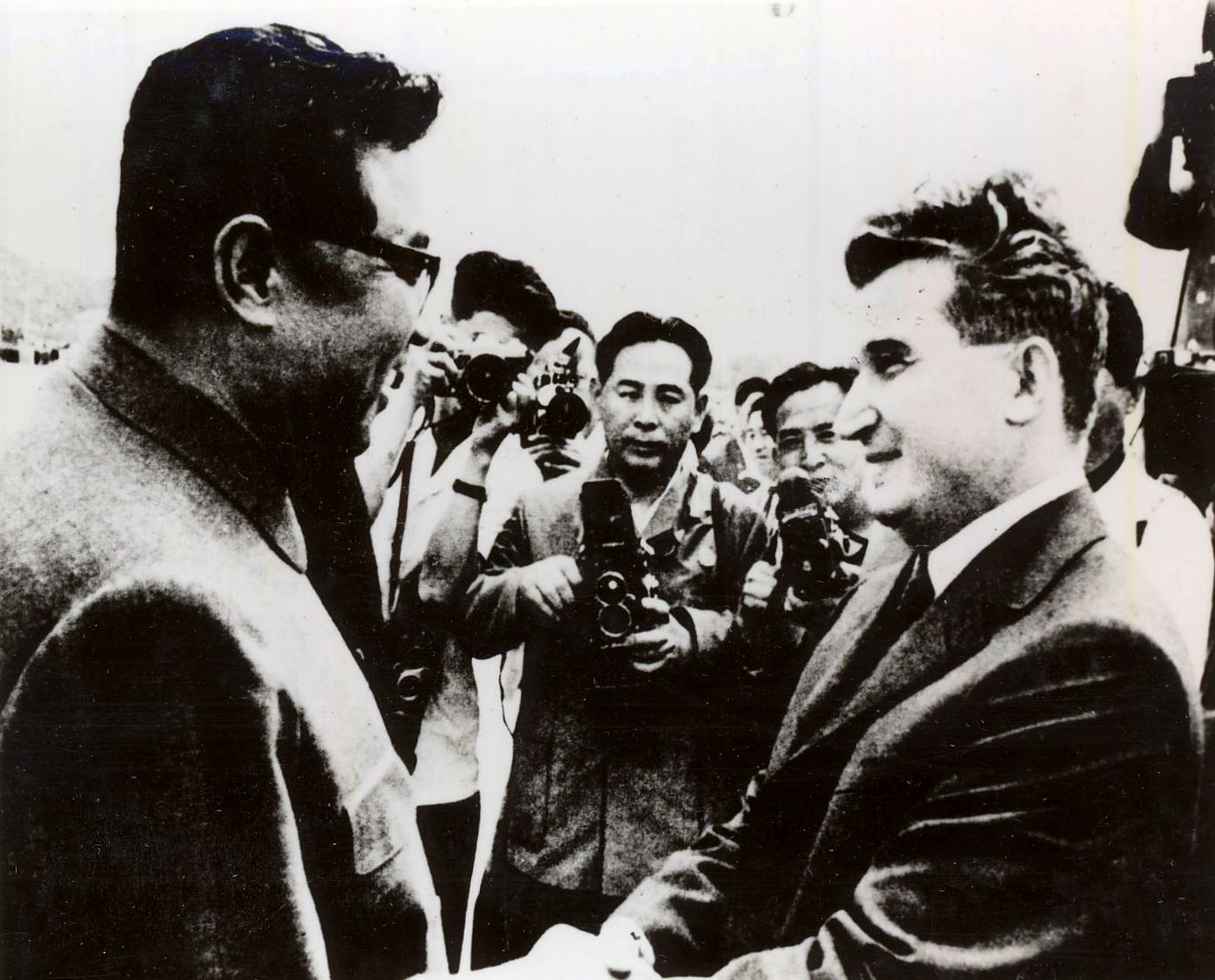
1971년 조선민주주의인민공화국을 방문한 차우셰스쿠와 그를 영접하고 있는 김일성 주석

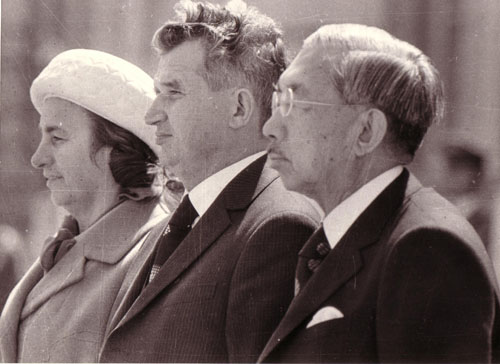
1975년 4월 일본을 방문한 니콜라에 차우셰스쿠-중앙 엘레나 차우셰스쿠-왼쪽, 쇼와 천황-오른쪽

1965년 3월 게오르기우데지의 사망 이후 차우셰스쿠는 루마니아 공산당의 지도자를 승계받았으며 1967년에는 국가평의회 의장으로 취임, 루마니아 사회주의 공화국의 국가 원수가 된다. 차우셰스쿠는 집권 초기 소련의 공산권 간섭에 맞서는 독자 노선으로 서방 국가들과 대중의 지지를 받았다. 차우셰스쿠는 루마니아 사회주의 공화국의 바르샤바 조약기구 활동을 사실상 중단시켰으며(형식적인 참여에 그침) 1968년에는 바르샤바 조약국들의 체코슬로바키아 침공에도 참여하지 않고 공개 비판하였다.
1968년 소련을 공개 비판한 그 이듬해인 1969년 동구권 공산주의 국가로서는 처음으로 미국 대통령 리처드 닉슨을 초청하여 정상회담을 가졌고 미국과 서유럽 여러 나라의 경제 지원을 받기도 하였다.
이러한 독자적인 외교 정책은 루마니아가 곧 산유국이며, 소련에 의존하지 않아도 독자적으로 외화 획득이나 에너지 자원 확보의 가능성의 토대를 만드는 것이다. 하지만 이는 자신의 독재 체제를 구축하기 위한 것일 뿐이었다.

### 독재
1971년 중화인민공화국과 조선민주주의인민공화국(북한)을 방문한 차우셰스쿠는 김일성의 주체사상과 마오쩌둥의 문화 대혁명에 감명을 받았다. 루마니아로 돌아온 그는 김일성을 "민족의 태양"으로 우상화하면서 독재체제를 유지하는 조선민주주의인민공화국의 정치 체제를 모방하기 시작하였으며 주체사상에 관한 서적은 루마니아어로 번역되어 보급되었다. 또한 문화 대혁명으로 중화인민공화국 사회가 획일화된 모습에도 영향을 받았다.
1974년 차우셰스쿠는 자신의 직분에 대통령직을 추가하여 루마니아 사회주의 공화국의 초대 대통령으로 취임한다. 차우셰스쿠는 외교 정책으로는 중소 분쟁 때 중화인민공화국과 옛 소비에트 연방 중 어느 한 편에 가담하지 않는 독자 노선을 걸었지만 민주주의를 요구하는 민주화에는 탄압하였다. 그는 민중들의 표현의 자유와 언론을 통제하고 반대 세력을 용납하지 않는 독재 정치를 하였다.

## 논란

### 권력 독점과 족벌 정치
차우셰스쿠는 비밀경찰 고위 관리 이온 미하이 파체파(Ion Mihai Pacepa)가 서방으로 망명한 후 자신을 배신할까 봐 두려워했고 이에 배우자인 엘레나 차우셰스쿠를 비롯한 자신의 일가족은 물론 자신의 처가 식구들까지 행정부 요직에 앉히는 족벌 정치를 하였다. 엘레나는 루마니아 공산당에서 서열 2순위(공산당 간부 감독)였다. 엘레나의 형제들도 요직에 있었는데 오빠 마린(Marin, 1916년~1989년 12월 28일)은 빈 주재 루마니아 경제국장을 맡았고 남동생 안드루타(Nicolae Andruță, 1924년~2000년)는 비밀경찰 총책임자를 맡았으며 다른 남동생 일리에(Ilie, 1926년 6월 8일~2002년 10월 1일)는 국방부 차관을 역임했다.
차우셰스쿠의 차남 니쿠는 니콜라에 차우셰스쿠의 권력 후계자로서 간주되어 왕자로서 군림했을 뿐만 아니라 자신의 며느리를 학생 친위대 책임자로 앉히는 등 일가친척 사십여 명을 루마니아 행정부와 루마니아 공산당 요직에 임명하는 족벌 정치를 벌였다. 니콜라에 차우셰스쿠 자신도 루마니아사회주의공화국 대통령, 루마니아공산당 서기장, 국가평의회장, 군 통수권자, 국방위원회장, 공산당이념위원회장, 공산주의통일전선장, 경제사회개발최고회의장을 역임할 정도로 한손에 권력을 쥐고 있었다.

### 공포 정치

#### 감시
차우셰스쿠의 정치는 심각한 공포 정치로 여겨졌다. 특히 도청을 통한 불만세력 색출을 통해 국민들을 행동과 말 모두 통제했다. 당시 루마니아에는 인구 2,000만명이었는데 각 도시 및 마을에 300만 개의 도청기와 1,000여 개의 도청 센터가 설치될 정도로 빈틈없는 감시 때문에 차우셰스쿠 치하의 루마니아 국민들은 집안에서 조차 자유롭게 말하지 못했다. 심지어 어린이들의 동심(童心)을 국민 감시에 악용하기까지 했는데 초등학교 수업 시간에 학부모가 한 이야기를 토론 수업을 빙자해서 수집하기까지도 하였다. 물론 그가 수집된 이야기 중에서 차우셰스쿠 정권에 대한 불평과 불만이 담긴 내용은 상부에 보고되었으니 상당히 교묘한 감시 방법이었다.

#### 친위조직 운영
또한 그는 세쿠리타테라고 불리는 친위조직을 두고 있었다. 세쿠리타테는 차우셰스쿠의 충복(忠僕)인데, 차우셰스쿠는 고아 출신인 세쿠리타테 요원들을 어려서부터 훈련시켜 자신의 친위조직으로 만들었다. 세쿠리타테 요원들은 암살, 정보 수집 등의 임무를 맡고 있어서 차우셰스쿠의 독재정권이 유지되게 한 밑바탕 중 하나였으며 정규군 장군들 못지않은 권력을 갖고 있었던 것으로 알려져 있다. 세쿠리타테는 크게 비밀경찰과 보안군으로 구분되었으며 이들 중 비밀경찰은 정보수집과 암살을 담당했다.
다른 국가에서는 정규군이 우세했지만, 루마니아의 경우는 세쿠리타테가 우세했다. 가장 큰 이유는, 차우셰스쿠가 정규군에 대해 거의 제대로 생각하기 어려웠던 것. 그는 루마니아 정규군은 전혀 신뢰하지 않고, 차우셰스쿠의 충복들 중 자신의 지지자만 뽑아다가 자신에게 충성하는 비밀경찰과 보안군을 조직했다. 친위군 역할을 맡던 보안군들에게는 정규군에게는 주어지지 않던, 최신 장비와 높은 보수가 주어졌다.
이러한 원인은 훗날 반정부 시위에서 그대로 드러났고, 시위를 진압하고자 하는 보안군과 이에 맞서는 정규군과의 대립이 드러나 내전의 위기로 번졌다. 민주화 이후에도 보안군의 영향력은 남아 있었고, 이들을 뿌리뽑고자 하는 데 엄청난 피해를 끼쳤다.

### 대규모 국가 부채 발생

#### 제1차 국가 부채 발생
차우셰스쿠 정부는 바르샤바 조약군의 체코슬로바키아 침공을 비난한 댓가로 서구권 국가로부터 막대한 차관을 받았다. 그러나 이들 국가는 선의의 목적으로 차관을 제공한 것이 아닌 바르샤바 조약기구 붕괴와 루마니아의 경제적 혼란을 위해 잠시 돈을 대준 것이었으며, 1970년대 에너지 위기가 발생하자 갑자기 막대한 이자를 요구하기 시작했다.
루마니아는 이 황당한 요구를 들어줄 수 없었고 산업화가 한창 진행중이었기 때문에 빚을 갚을 상황도 아니었다. 이는 국제법 위반으로 제소되었고, 서구권 국가가 패소하고 루마니아가 승소해 자금 동결을 선언했다. 그러나 차우셰스쿠 정권은 자존심을 내세워 루마니아 공산당의 부채 동결 결정을 뒤짚었고 외채 상환을 완료하기로 결정해 루마니아 국가부도사태를 초래했다.

### 루마니아 국가부도사태 촉발
1977년 차우셰스쿠 정권은 외채를 갚겠다고 공언하고 곧바로 긴축을 시행했는데 이는 경제 침체를 발생시키고 루마니아인들을 빈곤하게 만들었다. 일부 지역에서는 여러 주민들이 기아에 시달리기도 했다. 1980년 2월에는 정부가 대규모 물가 인상까지 발표해 국민들의 생활 수준이 공산주의 혁명 이전으로 떨어지면서 차우셰스쿠 정권에 대한 강한 불만이 누적되기 시작했다.
1986년 루마니아 정부는 국가부도사태를 사실상 인정하며 국제통화기금에 긴급 구호를 요청했고, 루마니아 경제는 국제통화기금이 접수하여 항구운영권, 자원채굴권 등 주권에 해당하는 권리조차 모조리 외국으로 빠져나갔다. 결과적으로 국가부도사태는 더 심화되었고, 차우셰스쿠 정권은 현실적인 문제를 적극적으로 회피하고 진실을 감추기 위해 각종 선전선동 캠페인 시행에 착수했다.

#### 진실을 가리는 선전

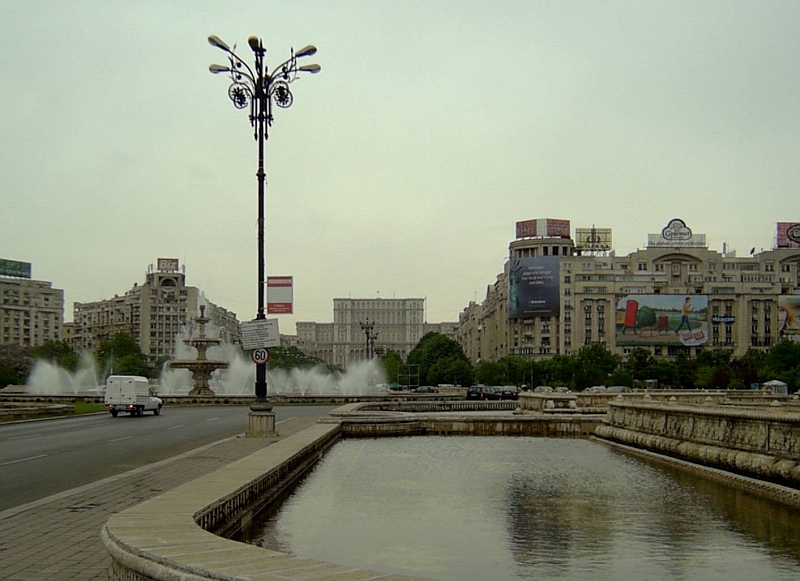

차우셰스쿠는 경제 위기 상황을 은폐하기 위해 다음과 같은 내용의 선전포스터를 제작한다.
"경제 파탄이라구요? 웃기고 있네요. 우리 식료품 가게에는 유기농 식료품으로 가득하답니다."
하지만, 1989년 차우셰스쿠는 자신의 경제정책 실패로 경제가 파탄난 현실을 전면적으로 부정하였다. 국영 방송은 사실을 정확하게 전달하기보다는 차우셰스쿠가 식품으로 꽉 찬 가게에 들어가는 모습을 보여주며 그의 통치 아래 높아진 생활 수준을 찬양하는 내용을 보도하는 체제선전 보도를 하였으나, 식품가게의 진열장은 텅텅 비고, 사람들은 식량 배급을 받기 위해 줄을 서야 하는 모습이 현실이었다. 하지만 농산물 대량수출과 수입규제로 굶주리는 대중들의 삶과는 달리 차우셰스쿠는 일명 차우셰스쿠궁이라고 불리며 카펫이 1,500장이나 된다는 소문이 돌았던 '인민 궁전'을 세우면서 호화로운 생활을 하였다.
차우셰스쿠는 자신의 거주지 확장을 목적으로 이른바 '차우셰스쿠 궁전'이라 불리는 궁을 건설하고자 했으나, 완공 당시 그는 이미 사망했다.

### 불합리한 개인숭배와 전체주의 조장
청년 시절 반파시즘 운동에 앞장서고 니콜라에 차우셰스쿠는 자신이 살아온 삶을 부정하듯 개인숭배 정책을 실시했다. 차우셰스쿠는 중화인민공화국의 반수정주의
정책과 마오쩌둥의 마오쩌둥 사상에 동의하지 않았지만, 이들 철학에 내재된 개인 숭배 요소를 적극적으로 차용했다. 1971년 7월 루마니아 사회주의 공화국은 7월 체제를 선포하고 사회주의적 사실주의로 귀환했음을 알렸으나, 이는 종교적인 색채가 가득한 원시적 선동에 불과했다.
일부 역사학자들은 차우셰스쿠가 이오시프 스탈린의 후계자이자 스탈린주의적 마르크스-레닌주의의 부활이라고 주장했지만 이는 대체적으로 과장된 것이며, 사실이라고 받아드려지지 않는다. 소비에트 연방은 프롤레타리아 계급을 국가의 주인이자 정부의 지도 세력으로 생각했지만, 차우셰스쿠 정권에서는 절대 그런 일이 일어나지 않았고 프롤레타리아를 그저 수단으로만 취급했다. 차우셰스쿠 정권에서 대규모 숙청이 이루어지지 않은 점도 스탈린주의와 구체적으로 무었이 말하고 있다.
그러나 차우셰스쿠의 정부는 본질적으로 억압적인 전체주의 정권이었으며, 시대착오적이고 비상식적인 개인숭배, 기형적인 전체주의로 거세게 비판받고 있다.

#### 차우셰스쿠 정권의 개인숭배 방식
개인숭배가 처음 조장될 때 루마니아의 국영 언론들은 니콜라에 차우세스쿠를 가르켜 '공산주의 사상과 마르크스-레닌주의 이론에 역사상 가장 큰 공헌을 한 선생님'으로 묘사했다. 차우셰스쿠는 사회주의 이론에 대해 무지했지만 자신이 카를 마르크스, 프리드리히 엥겔스, 블라디미르 레닌과 같은 선상에서 평가되길 원했다.
1980년대에는 신격화까지 더해지며 차우셰스쿠의 개인숭배 현상은 세속 종교에 가까워졌다. 이런 현상은 날이 갈수록 극심해져 결국 영부인인 엘레나 차우셰스쿠까지 개인 숭배의 대상이 되었다. 차우셰스쿠 부부는 더욱 화려한 수식어로 포장되었고 그들은 점점 더 자신들에 대한 노골적인 찬양과 맹목적인 숭배를 강요하였다. 조선민주주의인민공화국의 김일성이나 중화인민공화국의 마오쩌둥에게 영감을 받은 차우셰스쿠는 '지도자(Conducător, 콘두커토르)'나 '카르파티아 산맥의 천재(Geniul din Carpați 지뉼 딘 카르파티)'와 같이 온갖 숭배와 미사여구들로 가득한 명칭을 제작하여 자신을 가리키는 데 사용하도록 하였다. 그의 공식적인 명칭은 '정열적이고 총명하며 매력적인 인격의 영원한 우리의 지도자'이며, 또다른 우상화된 칭호들도 많이 있었는데 그 목록은 다음과 같다.
- '우리들의 빛의 원천'
- '다뉴브 강과 같이 풍부한 사고를 가진 인물'
- '루마니아 천년 역사에 우뚝 선 위인'
- '신기원의 창시자'
- '지혜의 보고이자 카리스마의 화신'
- '횃불이자 기수'
- '1월의 별'
- '루마니아에서 가장 키가 큰 전나무'
- '태양도 거스르는 빛'
- '시대의 천재'
- '지구의 구원자'
- '현명한 조타수'
- '현명한 전략가'
- '지칠 줄 모르는 영웅'
- '지구에서 으뜸가는 사상가'
- '용감한 기수'
- '꿈의 떡갈나무, 진보의 떡갈나무, 인류의 떡갈나무'
- '숲을 움직이는 바람'
- '조국의 아들이자 선구자'
- '공산 정권의 등대'
- '새로운 시대의 도래를 선언한 열정적인 인도주의자'
- '루마니아라고 불리는 이 축복받은 나라에서 모든 생명체와 사물의 척도'
- '그리스도처럼 육화된 국민의 화신, 즉 국민의 몸으로 자신의 몸을 이루고 국민의 영혼으로 자신의 영혼을 이룬 존재'
- 아침의 별
- 거인
- 빛나는 태양
- 구원자
- 반신반인

한편 차우셰스쿠의 호화로운 궁전 건설로 주택의 강제 철거가 시행되어, 민중들의 주거권이 짓밟혀졌다고 전해지며, 건축가도 자신만의 건축세계를 만들기보다는 차우셰스쿠를 위해 봉사해야 했다.

#### 조작과 날조
니콜라에 차우셰스쿠는 168cm로 지극히 평범한 중년 남성의 외모였으나, 그는 자신의 외모에 매우 극심한 콤플렉스를 가지고 있었고 개인숭배를 책임지던 텔레비전 방송 관계자들에게 보정을 요구했다. 방송을 송출하기 전 그는 녹화된 자신의 모습을 편집증적으로 세심하게 검사했는데, 자신이 졸고 있는 모습을 촬영한 카메라맨들을 색출해 직접 징계를 하는 모습을 보였다.
부인인 엘레나 차우셰스쿠는 남편인 차우셰스쿠보다 몇배는 더 편집적이었는데 그녀의 못생긴 외모는 자신 대신 대역배우가 방송에 출연하도록 만들었으며, 코가 매우 컸기 때문에 증명사진을 찍을때 조차도 특수한 각도로만 촬영되도록 요구했다.

## 차우셰스쿠의 최후

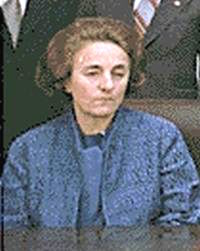
아내 엘레나 차우셰스쿠

### 민중운동의 첫 시작
서방의 지지를 얻으면서 독재를 강행해 온 차우셰스쿠 일가의 통치는 영원할 듯했지만, 루마니아에서 차우세스쿠 독재에 저항하는 민주화 운동이 시작되었다. 1989년 12월 20일 차우셰스쿠는 인민궁전 앞 광장에서 관제 친정부 집회를 개최한 일변, 공장에서는 열성분자들을 선발해 아침 일찍 광장으로 보낼 생각이었는데 집회가 돌연 취소됐으니 돌아가라는 명령이 떨어진 것. 정오에 모일 것을 재명령했으나 열성분자들은 퇴근한 뒤였고 어쩔 수 없이 당성이 약한 노동자들을 선발할 수 밖에 없었다.

#### 티미쇼아라 시위
차우셰스쿠 정권은 1989년 12월 티미쇼아라와 부쿠레슈티에서 벌어진 민주화 운동과 유혈 진압을 시작으로 붕괴했다. 티미쇼아라에서 차우셰스쿠 독재 정권의 인권 탄압과 소수 민족 차별에 반대하면서 민주화 운동을 지도하던 퇴케시 라슬로(헝가리어: László Tőkés, 1952년 - ) 목사(라즐로 토케스 목사라고도 한다.)를 체포한 사건에 대항해 1989년 12월 17일 헝가리 개신교 신도가 시작한 시위는 루마니아 노동자들과 농민들이 시위에 가담하면서 더 포괄스러운 반정부 시위로 변했다. 당시 차우셰스쿠 정권은 경찰이 시위대에 발포해 많은 사상자를 낸 국가폭력으로 인민의 인권을 짓밞았다. 이란을 방문 중이던 차우셰스쿠는 급히 귀국하였다.

#### 관제 대회와 루마니아 시민들의 저항
12월 21일 12시 30분, 차우셰스쿠는 시위 사태를 진정하게 하려고 자신을 지지하는 관제 대회를 열어 인민궁전 발코니에서 대중 10만명을 모이게 하고서 연설하기 시작했다. 물론 이 연설의 내용은 경제 내용과는 전혀 관계가 없는 자신을 지지를 해야하는 이유뿐인 내용에 불과했는데 이 관제 대회에서 뒤쪽 끝에 있는 젊은 시위대가 갑자기 야유하자 앞에 있는 군중이 조금씩 야유하기 시작했고 이윽고 모든 군중이 기다렸다는 듯이 일제히 야유한다. 차우셰스쿠는 "여러분, 조용히 하세요!"라고 말했지만, 이 장면까지 전부 생중계되고 말았다. 얼마 못가 대중은 차우셰스쿠의 독재에 저항하는 시위대로 돌변하였고 차우셰스쿠 내외는 신변에 위험을 느껴 중앙위원회 건물로 대피하였다.
차우셰스쿠는 경찰만으로는 안 될 듯하다고 판단해 정규군을 출동하게 했으나 그 정규군은 오히려 시위대에 가담한다. 원인은 차우셰스쿠가 평소에 세쿠리타테만 편애했기에 반대파인 군부는 불만이 많이 쌓여있었는데 이 시위를 기회로 차우셰스쿠와 세쿠리타테파를 없앨 생각이었다. 당연하게도 군부는 시민이 아닌 차우셰스쿠가에 총부리를 겨눈 데다가 차우셰스쿠의 족벌 정치로 말미암아 권력에서 소외되어 있던 루마니아 공산당원들마저 차우셰스쿠를 공산당에서 제명했고 국민과 군경이 하나가 되어 차우셰스쿠에게 재판받을 것을 통지한다.
차우셰스쿠는 세쿠리타테로 하여금 시위대를 막으라고 지시한 결과 광장의 상황은 처참했다. 군중이 군경과 충돌, 수백 명이 체포되었다. 차우셰스쿠와 연루되기를 원하지 않았던 장군 빅토르 스탄쿨레스쿠는 왼쪽 다리에 가짜 깁스까지 하면서까지 국방장관이 되기를 거부했으나 당시 국방장관이었던 바실레 밀레아가 국민에게 발포하라는 차우셰스쿠의 명령을 거절했다는 이유로 세쿠리타테에게 암살당했고 루마니아 공산당 내부의 권력 서열 2위인 엘레나 차우셰스쿠에게 적극으로 추천받으면서 국방장관이 되고 만다.

#### 시가전
루마니아 민주화 시위는 루마니아 전역으로 번졌다. 극도의 혼란 속에 시위 이튿날인 12월 22일 정부군과 경찰이 루마니아 인민의 민주화 운동에 가담해 결성된 구국 전선은 방송국과 수도 거의 대부분을 장악했으며 차우셰스쿠 친위대인 세쿠리타테와 시가전을 벌였다. 세쿠리타테는 시위대에 굴복, 중앙위원회 건물의 보호를 포기했다. 당시 국방장관인 빅토르 스탄쿨레스쿠는 차우셰스쿠를 돕지 말고 부대에 복귀하라고 군대에 명령했지만, 국방장관인 빅토르 스탄쿨레스쿠는 군인들의 민주화 시위 가담을 묵인했기에 군인들이 시위대에 대거 참여해 시위대 규모는 기하급수로 커졌으며 시위대에 가담한 군인 중에는 대령급 이상 고급군인까지 포함되어 있었다.

#### 도주
그 누구도 자기 편을 들지 않는다는 형편을 인지한 차우셰스쿠 부부는 건물 옥상에서 헬리콥터를 타고 부쿠레슈티에서 탈출해 성난 대중을 일단 피했다. 당시 이들 부부는 조선민주주의인민공화국으로 도피할 계획이었다고 알려져 있으나 차우셰스쿠가 탄 헬기를 조종하던 중령 바실레 말루찬은 차우셰스쿠와 연루되기 싫어서 대공 사격을 당한다고 거짓말하면서 헬기를 이리저리 흔들었다. 차우셰스쿠 부부는 헬기에서 내리고 말루찬은 원대로 복귀했다. 헬기로 도망할 수 없게 된 차우셰스쿠는 운전수에게 도주하라고 지시했지만 운전사는 차우셰스쿠와 연루되기 싫어 엔진이 타 버렸다고 거짓말해 차우셰스쿠를 내리게 했고 두 번째로 차우셰스쿠를 태워 준 운전사는 차우셰스쿠 부부를 농업박물관으로 몰래 보냈다. 농업박물관 근처에 살던 한 농민은 차우셰스쿠가 기거하던 방을 밖에서 걸어 잠그고서 혁명 군경에 밀고하여 차우셰스쿠 부부는 12월 23일 혁명 군경에 붙잡혔으며 군사법원에 넘겨졌다.

#### 사형 집행
1989년 발발한 루마니아 혁명은 결코 시민 불복종이 아니었으며, 군부는 도주하던 차우셰스쿠 부부를 체포해 재판정에 세웠다. 루마니아 구국국민군사평의회는 차우셰스쿠 부부를 집단학살 혐의로 기소했고 재판 결과 차우셰스쿠 부부는 사형을 선고받았다.
니콜라에 차우셰스쿠는 재판관들이 소련의 사주를 받았다고 주장하며 결과에 불복했으나, 재판부는 그의 항소를 기각했고 같은날 총살형에 처해져 생을 마감하였다.
차우셰스쿠는 죽기 직전 유언 대신 인터내셔널가를 불렀으며, 사형 장면은 비디오로 촬영되었다. 그러나 차우셰스쿠 부부가 죽고 난 이후 재판 과정이 결과가 이미 정해져 있던 보여주기 재판이었다는 비판이 제기되었고 훗날 루마니아의 통치자들은 차우셰스쿠의 사형 선고에 심각한 법적 하자가 있으며 매우 반민주적 철차로 진행되었다고 인정했다.

#### 사후
사형이 집행된 이후 니콜라에 차우셰스쿠는 아내인 엘레나 차우셰스쿠와 함께 겐치아에 있는 한 공동묘지에 매장되었다. 2010년 루마니아 정부가 발렌틴 차우셰스쿠의 요청을 받아들여 유해의 신원을 감식하였고, 차우셰스쿠의 지지자들이 유해를 화장한 뒤 다시 이정하였다.

## 평가
스스로를 독실한 스탈린주의자로 선언한 알바니아의 강경파 공산주의자인 엔베르 호자는 "차우셰스쿠와 그의 동료들이 제국주의를 무너뜨리길 기다리면 제국주의는 더욱 오래 지속될 것"이라고 혹평했다. 차우셰스쿠 정부의 반공주의 정권과의 협력은 공산주의 진영 내에서 차우셰스쿠에 대한 평가를 박하게 만들었다.
루마니아 정부가 차우셰스쿠 정권에 대한 동정을 법적으로 금지하고 있음에도 루마니아인들은 오히려 차우셰스쿠 정권에 대한 강력한 향수를 느꼈다. 특히 루마니아를 휩쓴 경제 위기는 사회경제적 문제를 양산했고 2000년대에는 차우셰스쿠를 그리워하는 대중 여론이 형성되었다.
2010년 루마니아인들을 상대로 실시된 여론조사에 따르면 63%의 응답자가 차우셰스쿠 정권 치하에서의 삶이 행복했다고 생각하는 것으로 나타났다. 2018년 여론조사에서 차우셰스쿠를 긍정적으로 평가하는 응답자는 64%로 증가했다.

## 같이 보기
- 7월 테제
- 1989년 루마니아 혁명
- 엘레나 차우셰스쿠
- 루마니아 공산당
- 루마니아의 대통령

## 역대 선거 결과
| 선거명      | 직책명            | 대수 | 정당            | 득표율  | 득표수 | 결과 | 당락 |
| ----------- | ----------------- | ---- | --------------- | ------- | ------ | ---- | ---- |
| 1974년 선거 | 루마니아의 대통령 | 1대  | 루마니아 공산당 | 100.00% | 465표  | 1위  |      |
| 1980년 선거 | 루마니아의 대통령 | 1대  | 루마니아 공산당 | 100.00% | 369표  | 1위  |      |
| 1985년 선거 | 루마니아의 대통령 | 1대  | 루마니아 공산당 | 100.00% | 369표  | 1위  |      |